# Božo Hlastec
Božo Hlastec (Ludbreg, 19. siječnja 1923. – Varaždin, 26. siječnja 1994.) hrvatski je pjesnik koji je pisao kajkavskim narječjem.

## Životopis
Rođen je u Ludbregu 19. siječnja 1923. godine. Osnovnu građansku školu završio je u Ludbregu, a srednju tehničku građevinskog smjera u Zagrebu. Po zanimanju je bio građevinski tehničar. Radio je u očevu gađevinskom obrtu. Tijekom Drugog svjetskog rata uključio se u antifašističku borbu. Nakon rata radio je na građevinskim poslovima u Ludbregu, a od 1953. godine živio je sa suprugom Anom i kćeri Jasminkom u Samoboru gdje se uključio u kulturni život grada. Jedan je od osnivača ogranka Matice hrvatske u Samoboru, u sklopu koje je imao važnu ulogu u Hrvatskom proljeću. Nakon smrti supruge, 1990. godine, preselio je u Varaždin, provevši zadnje godine života s kćeri i njezinom obitelji. Umro je 26. siječnja 1994.
Pjesme na kajkavskom jeziku pisao je od rane mladosti. Pjesme su mu objavljivane i u Samoborskim novinama, časopisu Kaj i Kajkavskom kalendaru, a zastupljen je i u antologijama i zbornicima kajkavskog pjesništva (Zeleni bregi Zeline, Hrvatska zemljica). Nagrađivan je na smotrama kajkavskoga pjesništva u Zlataru, Samoboru i Krapini. Tridesetak njegovih pjesama je uglazbljeno.
U znak sjećanja na njegovo stvaralaštvo, u Ludbregu se od 2016. godine održavaju Dani Bože Hlasteca koji simbolično traju od dana njegovoga rođenja do dana njegove smrti (19. – 26. siječnja). Od 2018. godine u sklopu ove manifestacije održava se i Recital kajkavske poezije "Božo Hlastec". Manifestaciju organizira i provodi Gradska knjižnica i čitaonica „Mladen Kerstner“, Ludbreg.